# (16370) 1981 DA2
A (16370) 1981 DA2 a Naprendszer kisbolygóövében található aszteroida. Schelte J. Bus fedezte fel 1981. február 28-án.